# لورن لازو
لورن لازو (انگلیسی: Lauren Lazo؛ زادهٔ ۵ مهٔ ۱۹۹۳) بازیکن فوتبال اهل ایالات متحده آمریکا است.
از باشگاه‌هایی که در آن بازی کرده‌است می‌توان به بوستون بریکرز و باشگاه فوتبال اورنج کانتی بلوز اشاره کرد.